# Декабромоциклопентасилан
Декабромоциклопентасилан — неорганическое соединение,
бромпроизводное циклопентасилана с формулой Si5Br10,
бесцветные (белые) кристаллы,
реагирует с водой.

## Получение
- Реакция декафенилциклопентасилана и бромоводорода:

{\displaystyle {\mathsf {(C_{6}H_{5})_{10}Si_{5}+10HBr\ {\xrightarrow {}}\ Si_{5}Br_{10}+10C_{6}H_{6}}}}

## Физические свойства
Декабромоциклопентасилан образует бесцветные (белые) кристаллы
моноклинной сингонии,
пространственная группа P 21/n,
параметры ячейки a = 1,3173 нм, b = 1,4699 нм, c = 1,0279 нм, β = 102,85°, Z = 4 при 87К .
Реагирует с водой.
Растворяется в ароматических растворителях,
умеренно растворяется в циклогексане и эфире,
не растворяется в пентане.